# Iris drepanophylla
Iris drepanophylla är en irisväxtart som beskrevs av James Edward Tierney Aitchison och John Gilbert Baker. Iris drepanophylla ingår i släktet irisar, och familjen irisväxter.

## Underarter
Arten delas in i följande underarter:
- I. d. chlorotica
- I. d. drepanophylla